# SCHOOL OF LOCK!
《SCHOOL OF LOCK!》（日语：／ sukūru-obu-rokku */?；簡稱）是日本FM東京製播的廣播綜藝節目，每週一至週四22:00 - 23:55、週五22:00 - 22:55播出（JST），並透過廣播聯播網JFN旗下加盟台向日本全國播出。其主要為面向中學生之廣播綜藝，節目主題為「掌握未來之鑰的學校」（未来の鍵を握る学校），許多節目內容均以學校上課為概念呈現。現由小森隼、Pee主持，節目中另有多個由個別藝人主持的單元。

## 上課時間（播出時間）
SCHOOL OF LOCK!
- 星期一至四 22:00 - 23:55（2005年10月3日 - ）
現場直播。內嵌單元為錄音播出。

SCHOOL OF LOCK! FRIDAY
- 星期五 22:00 - 22:55（2021年4月2日 - ）
錄音播出。

SCHOOL OF LOCK! 教育委員會
- 星期五 23:00 - 23:55（2021年4月2日 - ）
本節目派生的關聯節目，現場直播，由曾任本節目主持人的遠山大輔（日语：遠山大輔）以「遠山委員」（とーやま委員）名義主持。
本節目包含一個內嵌單元「平手LOCKS!」，由平手友梨奈主持，月播一次，於第3週播出。

### 課表（2021年4月起）
| 時間      | 星期一                                            | 星期二                                            | 星期三                                            | 星期四                                            | 星期五                                    |
| --------- | ------------------------------------------------- | ------------------------------------------------- | ------------------------------------------------- | ------------------------------------------------- | ----------------------------------------- |
| 22:00     | 生放送授課 （包含吉他鐘聲／黑板／上課主題發表等） | 生放送授課 （包含吉他鐘聲／黑板／上課主題發表等） | 生放送授課 （包含吉他鐘聲／黑板／上課主題發表等） | 生放送授課 （包含吉他鐘聲／黑板／上課主題發表等） | 學校營運戰略會議 （包含吉他鐘聲／黑板等） |
| 22:07     | 生放送授課 （包含吉他鐘聲／黑板／上課主題發表等） | 生放送授課 （包含吉他鐘聲／黑板／上課主題發表等） | 生放送授課 （包含吉他鐘聲／黑板／上課主題發表等） | 生放送授課 （包含吉他鐘聲／黑板／上課主題發表等） | SCHOOL OF LOCK!應援部                     |
| 22:20     | 乃木坂LOCKS!（第1週）                             | 乃木坂LOCKS!（第1週）                             | 乃木坂LOCKS!（第1週）                             | 乃木坂LOCKS!（第1週）                             | SCHOOL OF LOCK!應援部                     |
| 22:20     | 井上和（乃木坂46）                                |                                                   |                                                   |                                                   | SCHOOL OF LOCK!應援部                     |
| 22:20     | SEVENTEEN LOCKS!（第2週)                          |                                                   |                                                   |                                                   | SCHOOL OF LOCK!應援部                     |
| 22:20     | DINO（SEVENTEEN）                                 |                                                   |                                                   |                                                   | SCHOOL OF LOCK!應援部                     |
| 22:20     | INI LOCKS!（第3週）                               |                                                   |                                                   |                                                   | SCHOOL OF LOCK!應援部                     |
| 22:20     | 髙塚大夢（INI）                                   |                                                   |                                                   |                                                   | SCHOOL OF LOCK!應援部                     |
| 22:20     | 新學校領袖LOCKS!（第4週）                         |                                                   |                                                   |                                                   | SCHOOL OF LOCK!應援部                     |
| 22:20     | 新學校領袖                                        |                                                   |                                                   |                                                   | SCHOOL OF LOCK!應援部                     |
| 22:30     | 生放送授課                                        | 生放送授課                                        | 生放送授課                                        | 生放送授課                                        | SAKANA LOCKS!                             |
| 22:30     | 生放送授課                                        | 生放送授課                                        | 生放送授課                                        | 生放送授課                                        | 魚韻                                      |
| 22:30     | 生放送授課                                        | 生放送授課                                        | 生放送授課                                        | 生放送授課                                        | 學校營運戰略會議                          |
| 22:55     | 豆柴LOCKS!                                        | 豆柴LOCKS!                                        | 豆柴LOCKS!                                        | 豆柴LOCKS!                                        | 非聯播時段                                |
| 22:55     | 豆柴的大群                                        |                                                   |                                                   |                                                   | 非聯播時段                                |
| 23:00     | 生放送授課                                        | 生放送授課                                        | 生放送授課                                        | SCHOOL OF LOCK! 農業部                            | SCHOOL OF LOCK! 教育委員會                |
| 23:08     | Aina LOCKS!                                       | sumika LOCKS!                                     | LiSA LOCKS!                                       | 乃木坂LOCKS!                                      | SCHOOL OF LOCK! 教育委員會                |
| 23:08     | AiNA THE END                                      | sumika                                            | LiSA                                              | 賀喜遙香 （乃木坂46）                             | SCHOOL OF LOCK! 教育委員會                |
| 23:25左右 | 生放送授課 （包含黑板／下課口令等）               | 生放送授課 （包含黑板／下課口令等）               | 生放送授課 （包含黑板／下課口令等）               | 生放送授課 （包含黑板／下課口令等）               | SCHOOL OF LOCK! 教育委員會                |
| 23:55     | 節目結束                                          | 節目結束                                          | 節目結束                                          | 節目結束                                          | SCHOOL OF LOCK! 教育委員會                |

### 過去的上課時間
每週星期日（以「SCHOOL OF LOCK! SUNDAY」名稱播出）
23:30 - 23:55（2006年10月1日 - 2007年3月25日）

每週星期五（以「SCHOOL OF LOCK! FRIDAY」名稱播出）
22:00 - 22:55、23:30 - 23:55（2007年3月 - 2010年9月）
- 23:00 - 23:30播出獨立節目《木村拓哉的What's UP SMAP!》。

每週星期六（以「SCHOOL OF LOCK! SATURDAY 長淵LOCKS'ROAD TO FUJI'」名稱播出；錄播）
22:00 - 22:30（2014年10月4日 - 2015年3月21日）

每週星期日（以「SCHOOL OF LOCK! SUNDAY 長渕LOCKS'ROAD TO FUJI'」名稱播出；錄播）
23:30 - 23:55（2015年4月5日 - 6月28日）
- 部分時段，JFN加盟台沒有全部聯播。

每週星期六（以「SCHOOL OF LOCK! SATURDAY　未確認LOCKS!」名稱播出；錄播）
22:00 - 22:30（2015年4月11日 - 9月26日）

每週星期一（以「未確認LOCKS!」名稱，透過LINE LIVE現場直播）
24:00 - 25:00頃（2016年4月25日 - 8月22日）

每週星期五「SCHOOL OF LOCK! 18's PROJECT!」（錄播）
23:30 - 23:55（2016年7月1日 - 9月30日）
每週星期五（以「SCHOOL OF LOCK! UNIVERSITY」名稱播出，由曼波家城主持）
23:00 - 23:55（2019年4月1日 - 12月27日）

## 主持人
- 小森校長（こもり校長）
本名小森隼，歌舞組合GENERATIONS成員。2020年4月1日起就任教頭（日語的「教頭」可解說為副校長），2021年10月4日起升格為校長，為SCHOOL OF LOCK!第4任校長。

- Pee教頭（ぺえ教頭）
平時藝名為Pee（日语：ぺえ），電視藝人。2021年10月4日起就任，為SCHOOL OF LOCK!第5任教頭。

### 過去的主持人

#### 校長
1. 山樹校長（やましげ校長）
本名山崎樹範（日语：山崎樹範），演員出身。2005年10月3日起就任、2010年4月1日卸任。
2. 遠山校長（とーやま校長）
本名遠山大輔（日语：遠山大輔），搞笑三人組GRUNGE（日语：グランジ (お笑い)）成員。2010年4月5日起就任、2020年3月31日卸任。
3. 坂田校長（さかた校長）
本名坂田光，搞笑二人組Sunshine（日语：サンシャイン (お笑いコンビ)）成員。2020年4月1日起就任、2021年9月30日卸任。

#### 教頭
1. 家城教頭（やしろ教頭）
本名家城啟之（平常使用藝名「曼波家城（日语：マンボウやしろ）」），搞笑藝人出身。2005年10月3日起就任、2012年3月29日卸任。
2. 吉田教頭（よしだ教頭）
本名吉田大吾（日语：吉田大吾），搞笑二人組POISON GIRL BAND（日语：POISON GIRL BAND）成員。2012年4月2日起就任、2012年10月2日卸任。
3. 蘆澤教頭（あしざわ教頭）
本名蘆澤統人，搞笑三人組Pap Corn（日语：パップコーン）成員。2014年10月6日起就任、2019年9月26日卸任[1]。

## 外部連結
- 節目官方網站
- SCHOOL OF LOCK!的X（前Twitter）